# ときめきメモリアルONLINE
『ときめきメモリアルONLINE』（ときめきメモリアルオンライン）とは2006年3月23日にコナミが日本国内でWindows向けにサービスを開始し、同年3月31日からはコナミデジタルエンタテインメントが運営していた多人数同時参加（MMO）タイプのオンラインゲームである。2007年7月31日でサービスを終了した。
略称として単に「ときメモONLINE」または「メモオン」（あるいは「メモon」）、「TMO」（ティーエムオー）などが多く使用された。公式サイトなどでは「ときON」「ときめきOL」などの表記も見受けられた。
※以下「コナミデジタルエンタテインメント」も単に「コナミ」と表記する。

## 概要
プレイヤーは架空の高校の一生徒となり、授業やクラブ活動に参加しながらチャットやミニゲームなどの機能を駆使して他のプレイヤーとの交流やキャラクターの育成を楽しむことが出来た。
ある程度プレイヤーに対してプレイの指針を与えている一般的なMMORPGと異なり、プレイヤーに与えられる特定の目的や目標はなかった。先に挙げた授業やクラブ活動なども参加はあくまで任意であり、システム上プレイヤーに強制されるものは何もなかった。これら「従来のMMORPGと異なる新しいオンラインゲーム像の提唱」という位置づけのもと、「プレイヤー自身で何かを実現・表現する空間の提供」を旗印に運営が行われていた。
製作発表当初は上記の運営方針やファンタジー世界ではなく学園を舞台にしたオンラインゲームというコンセプトがゲーマーを中心にした多方面に注目され、その展開と発展に期待が集まっていたが中期βからゲームの人気は思わしくなく低迷し、期待に応えることはなくサービス開始から1年4ヶ月ほどでサービスを終了した。低迷の理由は後項を参照のこと。
サービス期間に合わせて、テレビアニメシリーズ『ときめきメモリアル Only Love』を初めとするメディアミックスもコナミの主導の上で展開された。

### 設計コンセプト
1994年に発売された『ときめきメモリアル』は今でこそ恋愛シミュレーションゲームの代名詞として定着しているが、もともとの設計コンセプトは恋愛オンリーではなく3年間の高校生活を疑似体験するというものであった。
そのコンセプトは当時からの開発スタッフによって温め続けられたが、ハードウェア性能などの問題もありなかなか実現には至らずにいた。そんな中、インターネットの普及に活路を見出し1999年『ときめきメモリアル2』の付帯ウェブサービス「ひびきのネット」としてテキストベースのコミュニケーションとはいえ当初のコンセプトをある程度まで具現化させることに成功した。
やがてハードウェア・通信回線などの機能向上が進み、そこから派生した日本におけるオンラインゲーム文化の興隆もあり多人数同時プレイ型ゲームとして当初の構想を実現出来た方向性が見えてきた。そこで、本作が誕生することとなった。同時に、本作はコナミにとって初めてのMMOタイプのオンラインゲームとなった。
コナミは本作を「Boys' & Girls' 学園コミュニティ・ゲーム」（ボーイズ・アンド・ガールズ　がくえんコミュニティ・ゲーム）と命名した。これまでの『ときめきメモリアル』『Girl's Side』シリーズ作品がいずれも男性向けないし女性向けといったどちらかの性別をターゲットとした内容だったのに対し、本作ではMMOタイプのオンラインゲームとして男性でも女性でも公平に参加できることを意味していた。しかしメディアミックス作品（「ときめきメモリアル Only Love」等）は男性をターゲットに展開されていた。

### シリーズ内の位置付け
従来の『ときめきメモリアル』シリーズとの直接的な設定の繋がりはないが、舞台となる学校内には過去の作品における「恋愛成就の伝説」を連想させるような施設が複数設置されていた。一方でNPCを攻略し告白を受けるという要素こそあるもののシリーズ他作品のような恋愛シミュレーションゲームとしてのシステムや設計はされておらず、あくまでもマルチプレイヤーゲームとしての設計がなされていた。

## ゲームシステム

### 季節仕様
季節ごとに学校のグラフィックやBGMなどが異なっていた。イベント時などは特別なグラフィックやBGMに変わった。
- 春（3月〜5月：桜・冬服）
- 夏（6月〜9月：緑・夏服）
- 秋（10月〜11月：落ち葉・冬服）
- 冬（12月〜2月：雪・冬服）

### 学校

#### 学校選択
一般的なMMORPGで「ワールド」などと称されるプレイヤーが所属する仮想世界及びそれを構築しているサーバのことを本作では「学校」と称し、学校1校が1つの仮想世界を構築していた。
初めてログインしたプレイヤーは、まず入学したい学校を選択する。アカウント1つで選択できる学校は1校のみであった。キャラクターは1アカウントで最大3人作成することができ、その全員が同じ学校の生徒として登録された。同一アカウントによって作成されたキャラクターは教室内に用意されたロッカー（アイテム倉庫）を使用して、ゲーム内で取得したアイテムを共有することが出来た。
学校はそれぞれ独立した存在であり、相互間を行き来することは原則として出来なかった。将来的にはキャラクターを維持したままでの転校システムが実装される予定とされていたが、サービス終了まで全キャラクターを削除しないと学校の選び直しは出来なかった。また、定員に達した学校には入学することが出来なかった。
2006年3月23日の正式サービス開始時点では、βテスト時代に設立されたものも含めて以下の7サーバが開設されていた（カッコ内は開設日）。
- β1テストより開設
  - かがやき高校（2005年9月26日〜2006年11月8日）

※β1テスト〜β2テスト〜正式サービスの間のサーバ停止期間を含む。また、2006年2月1日のβ2テスト開始時に全データリセットが行われた。
- β2テストより開設
  - さくらの高校（2006年2月1日〜11月8日）
  - いずみの高校（2006年2月9日〜11月8日）
  - さざなみ高校（2006年2月9日〜11月8日）
  - すみれの高校（2006年2月11日〜11月8日）

※β2テスト〜正式サービスの間のサーバ停止期間を含む。
- 正式サービスより開設
  - あさぎり高校（2006年3月23日〜11月8日）
  - ゆうなぎ高校（2006年3月23日〜11月8日）

しかし諸般の事情から、これら7サーバは2006年11月8日に2サーバに再編された。次項で詳細に記述する。
- 学校統合により開設
  - はるかぜ高校（2006年11月8日〜2007年7月31日）
  - ひだまり高校（2006年11月8日〜2007年7月31日）

その一方で、同年12月15日から実施された新規ユーザー向け無料体験プレイキャンペーンのため1サーバの再増設を行った。このキャンペーンに参加したプレイヤーは全てこの「さつきの高校」に収容された。しかしキャンペーン終了後、「さつきの高校」は2007年1月5・11日の2回に分けて前項の「はるかぜ高校」へ統合された。
- 無料体験プレイキャンペーンにより開設
  - さつきの高校（2006年12月15日〜2007年1月11日）

個々の学校の仕様（設備・NPC配置など）や、制服のデザインなどは全て共通となっていた。

#### 学校統合
正式サービス開始から半年以上が経過したものの、β2テストからのデータ引継ぎがあったサーバと正式サービス開始と同時に開設されたサーバとでは登録キャラクター数に大きな差があった。また7サーバとも定員に達しておらず、また正式サービスより開設された2サーバに至っては全26クラスの半分も埋まっていないという閑散とした状況であった。そのため、当時稼動していた7サーバを2サーバに統合する計画が発表された。実施日は2006年11月8日と決定され、予定通り実施された。
具体的な方策としては次の通り。
1. かがやき・さざなみ・ゆうなぎ高校を新サーバ1に、さくらの・いずみの・すみれの・あさぎり高校を新サーバ2に統合した。新サーバの名称（学校名）は10月中にプレイヤーから公募し、その中から投票によって新サーバ1=「はるかぜ高校」、新サーバ2=「ひだまり高校」と決定された。
2. 11月8日の定期メンテナンスの時間を延長し、その中でサーバ統合作業を行った。そこで登録キャラクターを旧サーバのクラス単位で切り分け、それをバランスよく組み合わせて新たな受け皿サーバの26クラスに再編成した。つまり、旧サーバで同じクラスだったキャラクターはそのままセットで新サーバのクラスに転籍したことになった。
3. 統合によってキャラクター名の重複が発生する可能性があるが全てのキャラクターに固有の番号を付与し、その番号で区別することで名前の重複を可能にする計画が進行していた。

- 旧サーバを表す漢字1文字（前節の記載順に「輝・桜・泉・漣・菫・朝・夕・春・陽・皐」）を全キャラクターの名前に付与した。例えば旧かがやき高校の「山田 一郎」は「山田 一郎@輝」と、統合後のはるかぜ高校で新たに登録された「山田 一郎」は「山田 一郎@春」とそれぞれ表示されるようになった。
- 追って全キャラクターに固有の番号（学籍番号）を付与し前項で付与された漢字1文字を取り払う予定となっていたがサービス中止決定に伴い、このプランも中止された。従って、旧サーバを表す漢字1文字はサービス終了まで付与されたままとなった[3][4]。

### キャラクター作成
本作においてプレイヤーが作成するキャラクターには通常マップ上を移動する際などに表示される3頭身にディフォルメされたものと、正面からの構図でよりリアルに描かれたウエストアップとの2種類があった。後者は後述のドラマイベントやツーショットチャットを行う際に画面上に表示され、多彩な表情を見せることが出来た。
学校を選択した後に目・口・髪型とその色・体型・制服の色など数多く用意されたパーツを組み合わせ、また名前をつけて自分の分身となるキャラクターを作成することができた。その組み合わせパターンは数億通りにもなった。
設定したパーツは基本的に変更することができなかったが、以下の要素についてはいつでも変更が可能となっていた。
- 身長（体型）：職員室内NPCに申請することで3段階に変更可能
- 髪の色・肌の色：校内売店で購入（手持ちアイテムと交換）できる着色アイテムを使用することで変更可能
- 服装・アクセサリー：アイテムの装備切り替えで変更可能

当初は他人のウエストアップ画像を見るためにはドラマイベントやツーショットチャットを実行しなければならなかったが、アップデートによりキャラクターを右クリックすると出るメニューから気軽に見ることができるようになった。

### クラス（学級）
プレイヤーは、必ずクラスに所属することになっていた。クラスは学校ごとにA組からZ組までの26クラスがあり、キャラクターを作りサーバに登録した時点で自動的に配属が決定された。キャラクター登録時に任意のクラスを選択することや、友人などを自分のクラスに招待することは出来なかった。
プレイヤーはこのクラスと、その教室を拠点として日々の学園生活を送ることになっていた。
キャラクターを作成した月によって、プレイヤーは「期」にカテゴライズされる（β2引継ぎ：1期生　2006年3月：2期生　4月：3期生　以下同様）が期が異なっても所属するクラスは同じとなっていた。

### 授業
自分の教室に授業開始時刻まで滞在していれば、授業に参加することが出来た。また、会話に集中したい時や離席中などで自動的に授業に移行したくない場合は、教室に滞在していても授業に参加しないように設定する事も可能だった。授業は2択（○×選択式）ないし4択のクイズ形式で国語・数学・理科・社会・外国語・芸術・体育・家庭科の8科目が15分サイクルで24時間開講され、1回あたり10問の問題をこなすことになっていた。プレイヤーはこれらの問題を解きながら自らのパラメータを上げていくほか、成績によってはアイテムも入手することが出来た。但し正解数とアイテムの入手確率には連動性はなく、全問正解してもアイテムが入手できないこともあった。授業内容は基本的には教科に基づいているが芸術教科のみ末期にはアニメ・ゲーム等の知識を問うオタク系の問題に変更された。
年数回行われた定期試験では、マークシート方式で1科目あたり20問を5分間で回答した。クラスと名前も自分で入力しないと0点となった。終了後には、その学校に所属する全プレイヤーのうち成績上位者の順位とクラス単位での平均得点ランキングが発表された。また試験に合格し、かつ規定の授業出席回数を満たしていることでプレイヤーの試験レベルが3段階に上昇した。これにより授業時に使用できる機能が増加する、後述の仲良しグループの結成権が得られるなどのメリットがあった。

### クラブ活動
体育系（野球・バレーボール・陸上競技・水泳）、文化系（文芸・科学・演劇・家庭科）の8つのクラブのうち、ひとつを選んで任意に参加できた。無所属でいることも勿論可能だった。プレイヤーはクラブ活動の対戦型ゲームをこなし、コンピュータや他のプレイヤーとの対戦を繰り返しながら自らのパラメータを上げていくことが出来た。ソロプレイのほか、NPC対戦では最大5人でチームを組んでまたPC同士の対戦（自主トレ）では最大10人ずつの2チームで対戦することが出来た。
この対戦ゲームは、過去の対戦や後述のドラマイベントなどで入手したキーワードと呼ばれるアイテムをカードゲームのカードに見立てて繰り出しながら対戦を行った。またクラブ活動で実績を上げることで集められるアイテムを合成する事で作成することが出来た部活奥義（必殺技）も使用可能だった。

### ドラマイベント
他のMMORPGでは「クエスト」などと呼ばれているものに相当するユーザー参加型イベントだが、MMORPGよりもMORPGに近いシステムとなっていた多人数同時プレイ型演劇。まずプレイしたいシナリオを選択し専用の部屋を作る。そこにシナリオごとに指定された性別・人数のプレイヤーを集め、パーティを組んで用意された配役を演じる。それぞれのプレイヤーの選択がシナリオに相互作用し幾重にも分岐した。最終結果の判定によって新しいキーワードを入手することが出来た。
なお、人数が揃わない場合は男女それぞれ5人ずつ用意されたNPCを相手に選んでのソロプレイも可能でこの場合でもキーワードの入手は可能であった。
当初は多人数同時プレイとされていたが、実質的には2人用の物のみとなった。

### 恋愛候補生攻略
このゲームにおける『ときめきメモリアル』シリーズらしい要素の1つ。従来の『ときめきメモリアル』シリーズのようにゲーム中に存在するNPCキャラクター（恋愛候補生・後述）との交友を深め、最終的には告白を受けることが目的であった。また、従来のシリーズのようなイベントシーンでの1枚絵も用意されていた。既に現在存在する恋愛候補生全員において最終目標である告白まで実装は完了していたため、攻略を進めていけばそのキャラクターのエンディングを見る事が可能であった。普段のイベントシーンではまばたきと口パクのみのアニメーションだが、エンディング時のみ絵の一部が滑らかに動くシーンが存在した。告白シーンが終わるとスタッフロールが見られた。1枚絵やエンディングに関しては、クリア後におまけモードにて閲覧する事が可能であった。
他の「ときめきメモリアル」シリーズとは異なり、恋愛候補生の攻略に関して他のプレイヤーやNPCとの駆け引きや戦略性といった要素は無かった。またプレイヤー個人単位のイベントのため、プレイヤーの行動が他のプレイヤーに影響を与えることも無かった。

### 仲良しグループ・同好会
他のMMORPGでは「ギルド」「クラン」「血盟」などと呼ばれている同じ趣味や目的のユーザーが結成または加入できる任意のユーザーグループを、本作でも結成することが出来た。
ゲーム中で申請しリーダー資格を得ると仲良しグループを結成することができ、自らを含め50名まで他のプレイヤーを加入させることが出来た。リーダー資格を得るためには定期的に実施される中間・期末試験に合格し、担当NPCから課されるリーダー試験を受け合格する必要があった。加入する側には資格は不要だが、キャラクター1人あたり1つのグループにしか所属することが出来なかった。
同好会は仲良しグループが更に発展した形態で、プレイヤーの加入枠が100人にアップする特典があった。同好会結成には仲良しグループで加入枠上限となる50人を集め、リーダーが更に高い学業成績を修めた上で担当のNPCに承認申請を行わなければならなかった。

### ミニゲーム
- ときメモ打!
  - 2006年9月8日のアップデートで実装。1人プレイ専用のタイピングゲームで画面に一瞬だけ表示される文章を記憶し、制限時間内に正確に入力する。将来の2人対戦機能実装が予定されていたが、サービス終了決定に伴い実装は中止となった。
- 大富豪
  - 2007年2月28日のアップデートで実装。3〜6人で対戦可能。
- ワードバスケット
  - 2007年4月25日のアップデートで実装。2〜8人で対戦可能。
- ときONポーカー
  - 2007年7月11日のアップデートで実装。1人用。授業や部活のフリー対戦で最大7枚入手可能な登場キャラクターの絵が描かれたカードを5枚組み合わせて役を作り、ポイントを競う。通常のポーカーと同じ役の他に、キャラクターの組み合わせで出来た特別な役があった。役を完成させると余ったカードは破棄され、再び集めなおす必要があった。カードはトレード可能。役として出したカードはリストアップされるので、コレクション的要素もある。2007年7月18日 12:59まではクラス別に集計されてランキングされた。その後は削除予定だったが、その後も削除されずに自由にプレイできる事になった。集計終了後も個人で稼いだポイントは蓄積されたがランキングはされなかった。

## ゲーム内のコミュニケーション

### チャット
本作独特のコミュニケーション手段として「ツーショットチャット」という機能が用意されていた。これは任意のプレイヤーを相手にグラフィカルなインターフェイスを駆使して2人だけのクローズドな会話空間を作ることができるもので、申し込む側と申し込まれる側双方が同意することで利用することが出来た。異性とだけではなく、同性のプレイヤー同士でも会話することが出来た。
ツーショット画面ではキャラクター作成時に構築されたウエストアップグラフィックを使い、表情を変化させながら会話を楽しむことが出来た。
さらに2007年2月14日からはある条件をクリアすることで男子キャラクターと女子キャラクター相互間でカップルを組むことができる「カップルシステム」が実装され、結成されたカップル相互間で学校外の任意の景色を選択してツーショットチャットを行うことができるようになった。
ツーショットチャット以外にも通常のオープン会話や特定プレイヤーへの耳打ち、前述の仲良しグループ内の限定会話など一般的なMMORPGに用意されている基本的なチャット機能は完備されていた。

### 友達登録
一般的なオンラインゲームでもほぼ完備されている友達登録機能（フレンドリスト）は本作にも搭載されていた。しかし登録可能人数が少ないうえ、相手がログイン中かどうかも表示されなかった。
このリストからチャットメッセージを送信することも出来た。また相手が不在の時でも連絡が取れるように、ゲーム内でのメール送受信機能が搭載されていた。

## 登場キャラクター（NPC）
ゲーム内には、プレイヤーの操作する生徒のほかにNPCとして登場するキャラクターが多数存在した。中でも「恋愛候補生」と呼ばれるNPC生徒を攻略し、彼・彼女からの告白を受けることがこのゲームの目的のひとつであった。
本項中の担当声優は、ゲーム限定版パッケージに同梱されていたドラマCDでの配役などのものである。実際のゲーム中では声はあてられていない。

### 恋愛候補生
プレイヤーが選択したキャラクターの性別によって登場する恋愛候補生が変わるようになっている。男キャラを使用した場合は女子が、女キャラを使用した場合は男子が登場する。
天宮 小百合（あまみや さゆり）
声 - 牧島有希
容姿端麗・頭脳明晰・性格の良さなど、ほぼ完璧に近い女性。学校のマドンナ的存在。趣味はピアノ演奏。文化祭実行委員長を務めている。
春日 つかさ（かすが つかさ）
声 - 吉川友佳子
運動が得意で活発な性格だが、恋への憧れも持つ元気な女の子。バレー部所属。趣味は星占い。料理を作るのは苦手。「うんうん、いい感じ!」が口癖。
弥生 水奈（やよい みな）
声 - 藤田咲
自分に自信を持てない内気な性格だが、その一方で一途な思いを持つ純情少女。水泳部所属。趣味はイルカグッズ集め。
桜井 晴（さくらい はる）
声 - 中尾良平
自由奔放、明るい性格でみんなを引っ張る生徒会長。趣味は写真を撮ること。
犬飼 洸也（いぬかい こうや）
声 - 高橋広樹
一匹狼でアウトロー気質だが、他人に対して不器用な一面もある。めんどくさがり。

### その他の生徒

#### 運動部キャプテン
運動部のキャプテン4名で、「運動部四天王」の異名がある。
制服を着た立ち絵が用意されていないため、部活はもとよりドラマイベント等、どのようなシチュエーションでも常にユニフォーム姿で登場した。公式サイトのイラストやアニメ版では制服姿を見ることができた。
石打 一郎（いしうち いちろう）
声 - 谷山紀章
野球部キャプテン。スポ根タイプ。不祥事の発覚を恐れていて、その兆候を知ると全力で止める。
神野 領一（かみの りょういち）
声 - 小西克幸
陸上部キャプテン。生まれついてのアスリートで、走りに美を追求するナルシスト。フォームの研究を名目に自分の走る姿のビデオに見とれたりもする。
内海 小鮎（うつみ こあゆ）
声 - 松来未祐
水泳部キャプテン。水中ではグラマーな体形に似合わぬ勢いで泳ぐ超高校級スイマーだが、陸上では極度の恥ずかしがり屋で大人しい。
大珠 裕美（おおたま ひろみ）
声 - 豊口めぐみ
バレー部キャプテン。面倒見はよいが、しごきも厳しい。スパルタ指導で恐れられている。

#### 一般生徒
哲郎と放送部員以外のキャラは固有の名前が存在せず、ドラマイベントごとに名前が変わる。また、これらのキャラの顔や髪型などのパーツはNPC専用でプレイヤーキャラには使用不能。
この他にもプレイヤーキャラと同じパーツで構成されたキャラが脇役として登場する。制服の色はNPC共通色のグレーに限らず、プレイヤーキャラ同様にさまざまな色が存在する。
男友達A（名前なし）
声 - 勝杏里
クラスメイト役で登場する。忍者として登場することもある。
男友達B（名前なし）
声 - 吉野裕行
眼鏡を着用。生徒会役員や科学部員などの役で登場する。
男友達C（名前なし）
声 - 不明
金髪で背が高い。ヤンキー系の外見なので不良生徒や、軟派な性格の先輩として登場する。
三島 哲郎（みしま てつろう）
声 - 長嶝高士
洸也シナリオで登場する不良。男友達Cを舎弟として連れている。洸也と喧嘩して負ける。
女友達A（名前なし）
声 - 清水愛
メガネっ娘。家庭科部員、図書委員などの文化系部員役で登場する。クラスメイトとして登場する事もある。
女友達B（名前なし）
声 - 矢作紗友里
髪型はセミロングで髪留めを付けている。クラスメイト役で登場する。
女友達C（名前なし）
声 - 井口裕香
髪型はポニーテールでリボンを付けている。先輩役で登場する。
放送部員（名前なし）
眼鏡をかけた女子。名物DJらしい。放送室に行くとDJブースにいるが、ドアが閉まっているので話し掛けることは出来ない。表示名は「?? ??」となっている。ミニゲーム「ときONポーカー」のカードイラストでウエストアップ画像が見られたが、イベントでの登場個所は不明。

### ドラマイベント用パートナーNPC
ドラマイベントを1人でプレイする時にパートナーとして選択できるNPC。男女5人ずつ用意されており初期設定では各ドラマごとに最適なタイプのキャラが選択されているが、好みで変更可能。苗字は髪の色と同期している。制服の色はNPC共通色のグレーとなっている。
赤城 剛（あかぎ つよし）
髪型はソフトモヒカンで色は赤。ツリ目で色は緑。背は普通。スポーツ系のドラマで自動選択されている事が多い。
青海 亮（あおみ りょう）
髪型は横分けで色は青。目の色は青。背は高い。眼鏡をかけている。
黄金崎 大吾（こがねざき だいご）
髪型はショートで色は黄。目の色は緑。背は普通。八重歯が生えている。男子では一番出番が多い。
黒澤 哲也（くろさわ てつや）
髪型は真ん中分けで色は焦げ茶。キツいツリ目で色は焦げ茶。背は高い。肌の色は白い。
緑川 優太（みどりかわ ゆうた）
髪型はおろしで色は薄緑。目の色はグレー。背は低い。肌の色が白い。泣きぼくろがある。気弱系の役で出る事が多い。
紅 美咲（くれない みさき）
髪型はシャギーのショートカットで色は赤。目の色は赤。肌の色がやや茶色い。赤城と同じく、スポーツ系のドラマで出ることが多い。
紺野 利子（こんの としこ）
髪型はウェーブのロングで色はグレー。目はキツいツリ目でグレー。背は高い。泣きぼくろがある。
山吹 明日香（やまぶき あすか）
髪型はショートで色はオレンジ。目の色は茶。背は普通。アホ毛がある。八重歯が生えている。黄金崎と同じく出番は多い。
桃原 双葉（ももはら ふたば）
髪型は真ん中分けで二つ結びの三つ編みで色はピンク。目の色はピンク。背は低い。
浅葱 由美（あさぎ ゆみ）
髪型はおかっぱのロング（いわゆる姫カット）で色は薄緑。目の色は焦げ茶。背は普通。肌の色は白い。眼鏡をかけている。こちらも緑川と同じく気弱系の役が多い。

### 教職員

#### 部活動顧問
この4人には「文化部四神将」という異名がある。
薬研 粒一（やげん りゅういち）
声 - 岸尾大輔
数学、理科担当。科学部顧問。いつも研究と実験で忙しいマッドサイエンティスト。常に片目を前髪で隠し、マスクを着用している。
黒十影 操（くろとかげ みさお）
声 - 飛田展男
芸術担当。総合演劇部顧問。顔にどうらんを塗っており、妖しげな雰囲気を出している。年齢、性別とも不詳。性別不詳なので、ミニゲームの「ときONポーカー」では「男子一色」「女子一色」どちらの役にも組み込むことが出来る。
針縫 由布子（はりぬい ゆうこ）
声 - 門脇舞
家庭科担当。家庭科部顧問。先生だが事実上眼鏡っ娘。授業で生徒の正解率が低いと泣いてしまう。
城崎 文彦（きのさき ふみひこ）
声 - 伊丸岡篤
国語担当。文芸部顧問。余命幾ばくもないと思いこんでいて調子が悪くなると咳き込むので、常にハンカチを口に当てている。

### クラス担任
女担任先生（名前なし）
声 - 椎名へきる
外国語担当。優しげな若き女性教師。クラスによっては彼女が担任となる。クラスの他、家庭科室、理科室に登場する。
男担任先生（名前なし）
声 - 三戸貴史
社会担当。甘いマスクの若き男性教師。クラスによっては彼が担任となる。

### その他の教職員
体育教師（名前なし）
声 - 伊丸岡篤
体育担当。いつもジャージ姿で竹刀を持っている角刈りの男性教師。体育館とグラウンドに登場する。
教頭先生（名前なし）
声 - 河本邦弘
鼻の先が赤い。気弱な自分の姿と裏腹に、生徒（プレイヤー）の容姿変更を司る。味岡という苗字の瓜二つの容姿のいとこがおり、同じ学校で教師をしている。
保科 直美（ほしな なおみ）
声 - 浅野真澄
気っぷのいい姐御肌の養護教諭。恋愛候補生の情報を教えてくれる。
理事長秘書（名前なし）
声 - 斎賀みつき
妖艶な色気を放つグラマラスな体型の眼鏡をかけた秘書。職務は有能で、リーダー試験や仲良し同好会の設立などの仕事を司る。
購買部のおねえさん（名前なし）
声 - 斎藤千和
いつもニコニコ営業スマイル。常に笑顔を絶やさない「おねえさん」。生徒よりも背が低くて若く見えるが年齢不詳。お金が大好きで、不正をするものには厳しい。アイテムを購入、交換するときは彼女のお世話になる。

### その他のキャラクター
ひよこっこ
声 - 門脇舞
本作のマスコット的存在。飼育小屋にいる。特に何をする訳でもないが、いつも不機嫌そうにしている。後に、プレイヤーキャラの頭の上に乗せる「ひよこっこミニ」というアクセサリーが登場した。
焼却炉の女神
声 - 井上喜久子
学校の焼却炉に現れる女神。ひよこっこと繋がりがあるらしく、「ときONポーカー」では「ファイヤーバード」という役が成立する。
エル
小百合が飼っている犬。休日に公園で散歩させている。犬種はオールド・イングリッシュ・シープドッグ。

## テーマソング
イメージソング
『こころのとびら』　作詞：IGA　作曲：メタルユーキ　編曲：広瀬充寿　歌：中尾良平・牧島有希 
ゲームでは曲はタイトル画面でインストゥルメンタルが流れ、卒業記念制作（エンドロール）でボーカル付きが流れた。
エンディングテーマ
for boys 
『二人の翼』　作詞：IGA　作曲：メタルユーキ　編曲：広瀬充寿　歌：牧島有希
for girls
『Thank you』　作詞：さゆ鈴　作曲：メタルユーキ　編曲：広瀬充寿　歌：中尾良平

## 歴史

### βテスト期間の動き

#### 大団円で幕を閉じたβ1テスト
2005年9月26日午後2時に開始されることになったβ1テスト。それに先立ち、当選者に対し参加用のクライアントDVD-ROMが郵送された。
定刻通り開始されたβ1テストは「かがやき高校」1校のみ、募集人数5000人、授業も4科目のみと小規模ではあったものの連日大勢の参加者で賑わい中には率先してユーザー主催イベントを行う者や早くも所属クラスのコミュニティサイトを立ち上げる者も現れた。β1テスト後半にはコナミ主催による初の公式イベントが実施され、大勢の参加者を集めた。
β1テストは10月5日午後2時に10日間の全日程を終了したが、終了時刻直前にはクラスやグループごとの記念撮影を行ったりサーバ停止の瞬間まで語り合おうと車座になったりとβ2テストまでのしばしの別れを惜しむ姿が多数見受けられた。β1テストの終了は平日日中であったため、仕事などの都合で立ち会うことが出来なかったユーザーは前日の4日深夜（5日早朝）に設定されたサーバメンテナンスの開始時刻を事実上の終了と捉え同じように別れを惜しんでいた。
これらを背景にβ2テストは11倍の規模の55000人（β1参加者の自動継続も含む。後日さらに5000人の追加募集があり、実際には60000人規模となった）で行うことが発表され、さまざまなメディアと連携した参加者募集が行われた。さらに参加者向けの特典として正式サービス版クライアントが無償提供されること、もれなく30日間の無料利用権が付与されることが発表された。その一方でβ1テストのユーザーデータはβ2テストではリセットされることが発表された。中にはβ2で学校サーバが複数になることを想定し、せめて同じサーバを選ぼうと話し合いが持たれたところもあった。
β1テストは終了を迎えた、β2及び正式サービスでの新たな要素の追加やサービスの更なる充実への期待と思いを馳せて、11月から開始される予定だったβ2テストへと進む事になった。この時点までに限れば、本作はおおむね順風満帆と言える状況であり、2005年度下半期サービスイン予定のオンラインゲームの中でも期待の本命として挙げる者も少なくなかった（4Gamer.netによるβ1テスト回顧記事）。

#### β2テストの実施延期と相次いだ機器トラブル
本来2005年11月に開催予定だったβ2テスト、及び同年12月1日に開幕予定だった正式サービスだがその直前になって公式には「クオリティ向上」という理由でそれぞれ2006年2月1日〜20日ならびに2006年3月17日に延期された。このため間が空いてしまい、β1の熱気をそのまま受け継いでのβ2テストの開始とはいかなくなった。
2006年2月1日午後2時にβ2テストが開始されたが、直後ログインサーバに致命的な障害が発生。ごく少数のプレイヤー以外は全く接続ができないというトラブルが発生し、結局同日午後6時から翌2月2日午後2時までの20時間にわたる緊急メンテナンスが実施された。しかし事態は解決に向かわず、大規模なログインエラーが再発。わずか1時間後の午後3時にβ2テストは一時中断し無期限延期宣言まで飛び出す事態となったが、再開にこぎつけたのは同年2月9日午後2時からとなった。その後もしばらくは不安定な状態が続いていたが、テスト中期頃にはひとまず安定するようになった。
障害に対する対処・検証とその解決もβテストの目的であったとはいえ度重なる延期によってユーザーの期待を大きく損ねることとなってしまい、急速にユーザー離れが進むきっかけを生んだ。

#### β2テスト後期からの急激な過疎化
β2テストの第2段階として、2月15日から20日まで定期試験（前述）が実施された。しかしこの期間は通常の授業が行われないこととなり、試験の答案提出を終えたプレイヤーが目標を失い暇を持て余してしまうという問題が発生した。更にクラブ活動・自主トレでの対戦に致命的なバランス上・システム上の欠陥があることが明らかとなり、先のサーバトラブルの件なども相まってコナミの運営に対する不満・不信感を訴える声が上がり始めた（その後、クラブ活動・自主トレに関する欠陥は修正された）。
この定期試験と時期を同じくして他社の有力オンラインRPGのオープンβテスト及び正式サービスが開始されたために、新たな刺激を求めるプレイヤーが大量に他社オンラインゲームへ流出。これによりログイン人数が短期間のうちに著しく激減し、募集人数とは裏腹な急激な過疎化の進行がプレイヤー側の目にも明らかとなる。
元々チャット等のコミュニティ要素が強くゲーム性という点においては非常に乏しい作品であり、更にβ1テストと比較しても新たなサービスの実装がほとんど見られなかった。そのために短期間でゲーム内のほとんどの要素をやり尽くされてしまい、飽きてやめたプレイヤーも多かった。その一方で、いわゆる「タダゲー」感覚で参加していたプレイヤーがβテスト中のゲームを渡り歩く流れも過疎化に拍車をかけた。

### 正式サービス開始以降の動き

#### ゲームシステム・運営体制
正式サービス開始に先駆けて、β2テスト参加者のユーザーデータの一部（名前・所属など。能力値などの成長要素は除く）が一定期間内にアカウント移行手続きを行うことでそのまま正式サービスに引き継がれることが発表された。多くのプレイヤーはこれを好意的に受け止めたが、一方で正式版からの新規プレイヤーとの兼ね合いを懸念する声もあった。
2006年3月23日午後2時、定刻通りに正式サービスが開始された。しかし、そのアカウント移行手続きにアクセスが殺到。その結果アカウント管理サーバが頻繁にダウンを繰り返し移行手続きを進められないプレイヤーが続出、運営側もアカウント管理サーバの増設や新規ユーザー登録を一時停止する事で対応したものの状況の改善には同日深夜までかかった。その補償措置として、3月29日までのユーザー登録者（引継ぎ・新規とも）に対して5日間の無料利用権が付与されることになった。
また同年7月21日から24日にかけて期末試験（定期試験）イベントが行われたが前述のβ2テストと比較しても教科ごとの解答時間の短縮（10分→5分）や、試験実施直前の新規授業問題追加などに留まり、β2テストにおいてプレイヤーの大量流出を招いた教訓が生かされぬまま施策は迷走を続けゲーム性の拡張などの新要素を期待しつつここまでゲームを続けてきたプレイヤーからも見切りを付けられる結果となった。そしてβ2テストでも露見しなかった数々の不具合も発生しその対応に追われるなど、この時期運営体制の場当たり的な状態も露呈し始めた。
一方、β2テスト期間中にも多くの意見・要望や問題提起があったにもかかわらず正式サービス開始と同時に行われたアップデートも若干のアイテムの追加程度の小規模なものに留まり、その後運営チームは新しいデザインの制服やアクセサリーなど装備アイテムの追加を盛り込んだアップデートを数回行っただけに留まりプレイヤー側から提起された意見・要望や問題提起が反映される事も不具合の修正を別にすればほとんど見られなかった。また2006年6月に当面の実装計画を示したロードマップを発表しドラマイベントやアイテム、ミニゲームの追加、プレイヤーから新規導入アイテムのアイディアを募集するなどの試みを行ったものの8月以降ロードマップの下方修正が相次いだ事でロードマップそのものが事実上崩壊した上、ミニゲームの「大富豪」に至っては一度は実装無期延期になるなど前途は非常に多難となっていた。
また公式のオンラインイベントにおいても毎月プレイヤー参加型の公式イベントを行う予定であることなどが盛り込まれていたが2005年10月のβ1テストで1度行われて以来、β2テスト時を含め長期にわたり全く行われる事が無く2006年6月24日に8ヶ月ぶりの公式イベントとして「川柳コンテスト」がようやく実施された。その後数回に渡って公式イベントが行われたものの、「体育祭」では実施が12月に延期されるといった事例も発生した。
プレイヤー数の著しい減少に歯止めがかからず、運営サイドは7サーバあった学校サーバを11月8日に2サーバに統合。正式サービス開始より僅か半年で当初の運営計画が破綻した。また利用有効期間満了後のデータ保持期間（90日間）が過ぎ、アカウントが失効したプレイヤーを対象とした復帰キャンペーンが同月17日から27日にかけて行われた。さらに同年12月15日から24日までの期間、新規プレイヤー・既存プレイヤーともにプレイ料金を無料化するという施策を発表し校内に残るアクティブプレイヤーを集結させ規模を縮小しての再スタートを図ったが大した効果が上がらなかった。
そこで先のキャンペーンにおける新規プレイヤー向けに無料体験アカウントを配布したが新規ユーザーに対する既存プレイヤーのいるサーバ（はるかぜ高校・ひだまり高校）に登録することが出来ない（強制的に新規サーバ・さつきの高校に収容される）仕様となっていたため、キャンペーンは存在意義そのものが問われる状況となり最終的には有料サービス移行後に既存サーバ・はるかぜ高校への統合を行うことで問題を回避することとなったが既存ユーザーの不信感を更に煽る結果となった。
これら数々の要因から来るプレイヤーの運営サイドへ対する不満、不信感は最早拭えない物となりユーザー参加型の公式イベントである「体育祭」イベントにおいて閉会式の挨拶のためにゲーム内に現れた本作プロデューサーに対し参加したプレイヤーからの怒号とブーイングの嵐が浴びせられる事態となった。
この「体育祭」の前後から「非公認」のプレイヤー間コミュニティの場などではユーザーが目に見えて減少し続け、新規参加者も乏しくなった当ゲームのサービス打ち切りの噂や懸念が出所不明ながら囁かれるようになっていた。しかし規約上コナミの判断による打ち切りには90日の事前告知期間が必要なため2007年1月1日を迎えた時点での発表がなかったことにより、この当時はよく囁かれた同年3月31日、すなわち2006年度末での打ち切りの可能性は消滅した。
しかしながら2007年に入ってからも大きな更新計画の発表も無くプレイヤーの不安感は増幅されてゆく中、同年3月7日、コナミは遂に同年7月31日を以て運営を終了するとの正式発表を行い運営継続の断念を明らかにした。3月28日にはこれまで未実装となっていたさまざまな要素の大部分について開発中止を発表し、サービスの終息へ向けての動きが加速していった。
2007年6月27日、最後の無料サービス期間がスタート。しかしその直前にアカウント停止後90日以上経過していたキャラクターのデータを削除するという出来事があり、このタイミングでの復帰を目指していたユーザーを自らさらに切り捨てる結果となった。一方で「キャラクターの名前をゲームのエンディングクレジットに掲載する」などの「卒業記念制作」と銘打ったキャンペーンを実施したがこれも無料サービス期間開始前にアカウントが有効だった（月額料金を支払っていた）プレイヤーのみを対象にするなど、プレイヤー心理を無視した運営本位の体質は最後まで変わる事が無かった。
そしてサービス終了日である同年7月31日、両サーバーで実施された卒業式イベントでも運営に対するユーザーの怒号は鳴り止まずイベントそのものもユーザー無視のまま淡々と進行し最後まで運営陣とユーザーとの溝は埋まらぬまま本作の歴史に幕が下ろされたのであった。
また7月31日から8月1日に日付が変わった際にゲーム終了とともにエンドロール（卒業アルバムに相当?）が流れたが、プログラムに一部不具合（プレイ中BGMオフの設定にしてあればエンドロールのBGMもオフのまま等）があった為に（オンラインゲームとしての）サービス終了後にクライアントプログラムのアップデートパッチがリリースされるという異例の事態が起こった。

#### プレイヤー（ユーザー）
β2テスト参加者やパッケージ版購入者などに付与された無料利用権は、4月26日以降続々と満了を迎えることになっていた（プレイ開始日によって満了日は異なる）。しかし運営チームの対応や料金設定などの現状に不満や不信感を持つプレイヤーは増加の一途をたどり、無料利用権を完全に消化せずにアカウントを放棄した者、無料利用権満了後のアカウントの更新を行わないことを表明した者、あるいは現時点では更新を保留し今後のアップデート次第で課金を受けるか見極めたいとする者などが続出した。
中にはβ2テストの時にも起こったように、同時期に実施された他社オンラインゲームのオープンβテストや主にアイテム課金制度を導入し基本料金無料でプレイできるオンラインゲーム（主に「スカッとゴルフ パンヤ」等のカジュアルゲーム）に本作で出来上がった人間関係をそのまま引き連れて集団移住してゆくといった動きも見られた。また、アカウントを放棄しゲームを離れてもゲーム内で知り合った友人・知人と電子掲示板やSNSなどの外部コミュニティで交流を継続する者も少なくなかった。このような多くのプレイヤーにとっては、本作は新たな人間関係構築の踏み台としての価値しか持たなかったとも言える。
4月27日午前0時。この瞬間に、3月23日の正式サービス開始初日から参加していたプレイヤーの無料利用権が満了を迎えた。日付が変わる直前にはアカウントの更新手続きを取らなかった者が級友に見送られながら通い慣れた学び舎を離れてゆく姿が、ゲーム内のあちらこちらで見受けられた。また、4月30日にはβ2テスト参加者のアカウント移行手続きも締め切られ未移行データは全て削除された。このタイミングをきっかけにゲーム内の過疎が一段と深刻化し、ゲーム内の接続人数は低調になった。
11月には既存の学校サーバが再編され、従来の7サーバから2サーバに統合された。統合以前の各サーバ及びクラスごとに構築されたユーザーコミュニティでも再編が進んでいたが、その一方で統合後の主導権を握らんと一本化調整を経ずに新しいコミュニティを独断で立ち上げる者が現れ混乱に陥ったケースも発生。同月に行われた失効アカウントの復帰サービスも無料プレイ期間が設定されていたわけでもなく、復帰実施日の時点でプレイ料金を先払いしていなければならなかったという制度であった。また期限切れで削除されたキャラクターが完全に元に戻るわけでもない為、プレイを見送っていたユーザーを再度継続してプレイさせるきっかけにはならなかった。
また新規ユーザー呼び込みが目的のはずの無料体験キャンペーン（12月15日〜24日）でもこの制度を利用して新規登録するプレイヤーは現行のプレイヤーのいるサーバに登録することが出来ない（新規サーバに収容される）という、事実上の隔離とも取れる施策が取られ既存プレイヤーからも不満が起こった。結局既存サーバへ統合されることで問題は回避されたがキャンペーン参加者のうちどの程度が実際にアカウントを更新し、有料サービスに移行したのかは不明である。
正式サービス開始後行われているアップデートの内容も多くのプレイヤーが待ち望んでいたものとは遥かに掛け離れた内容であり、劇的な変化を伴うアップデートが待たれた。しかしながら運営チームから発表された更新計画も下方修正ばかりが繰り返され、ユーザーの復帰を促す材料に至らないどころかアクティブプレイヤーからも続々と見切りを付けられ減少の一途を辿り遂には2007年7月にサービス終了という告知を迎える事になった。
ゲーム世界の終焉の期限が切られた当初は自主イベントを活発に開催しゲーム内を盛り上げ続けようとする者、サービス終了の撤回や延期を求める活動を展開する者も見られた。しかしその日が近づくにつれ、プレイヤーの間では新規移住先としての他のオンラインゲームの模索と具体的な検討が最大の話題になった。
2007年6月27日に開始された最終無料サービス期間では大勢の復帰者の姿を校内で見ることが出来たが一方で直前に行われたデータ削除によって元のキャラクターを失ったユーザーがプレイ再開を断念する事例が少なからず発生、これらの者たちからは運営側による過去のプレイヤーの切り捨てだとして不満の声が上がった。
7月31日、運営陣主催の卒業式イベントで本作プロデューサーのキャラクターが姿を現した途端、怒りエモーションが一斉に繰り出されチャットログはこれまでにないほどのユーザーの怒号で埋め尽くされた。これが何ら良いところを見せることの出来なかった運営陣に対するユーザーの最後の意思表示であった。

## サービス終了に至った要因
上述されている通り、本作は2007年7月31日をもって約1年4ヶ月間の正式サービスを終了した。ゲームマスコミではゲーム業界大手であるコナミに遠慮する形で直接的な表現を避けた所が少なくないが、それでも多くのゲームマスコミ関係者などがプレイヤー減少などの不振によって事実上の運営破綻に追い込まれたものであるという見方を示している。
本項においては、サービス終了に至った要因としてゲームマスコミやプレイヤーなどから指摘されている事象などを記す。

### ゲームシステム・運営体制
- 先に述べた通りプレイヤー相互間のコミュニケーションとそこから派生するコミュニティ形成を重視する設計上、他のオンラインゲーム、特にMMORPGと比べてゲームとしての遊びの要素やプレイスタイルの幅に乏しい点が指摘されプレイヤーから改善が求め続けられていた。しかしプレイヤーが重要と見た要望点の改善が後手後手に回り続け、結果的に殆どが開発中止に追い込まれる事になった。
  - 本作のプロデューサーは「（既存のMMORPGのような）パーティーを組んでモンスターをやっつけることだけがオンラインゲームではない。新しいオンラインゲーム像を本作で提唱したい」という思想のもと、「プレイヤー自身で何かを実現・表現する空間の提供」というある種のポータルサイトの様にしたいという展望を語っていた。だが、結果から見れば「既存のMMORPGの街ひとつ分だけしかない空間で実現できることは限られており、むしろ単に冒険や戦闘などの要素を排除しただけに過ぎず本作ならではという特色は全く無い」という評価となった。今後の目標や構想として自由度の高いシステムを掲げ続け、プレイヤーも本作ならではという機能や内容の導入を期待し求め続けたが結局は導入されぬままサービス終了を迎えた。
    - 2006年6月22日に、同年9月までの実装ロードマップが発表された。アイテムや授業問題などの追加に加え、毎月単位の公式イベントやミニゲームの実装計画も盛り込まれていた。しかし8月以降は実装予定の順延が繰り返されるなど早い段階でロードマップが事実上崩壊、プレイヤー間にゲームそのものの先行きについての不安を煽る結果となった。
- 一方でコミュニケーションゲームという謳い文句であるにもかかわらずその基本となるチャットシステムやフレンドリストなどのコミュニケーション機能の完成度が低く、またチャットシステムにおいて猥褻用語・差別用語などを規制し伏字（*印）で表示する機能のチェック基準が厳しく日常会話にさえ支障が出るケースが多く発生していることなどコナミ独自基準の自主規制でプレイヤーに不自由を強いている部分も少なくなかった（スカンソープ問題）。
  - β1テスト時には、例えば「わかんない」という言葉を発した際に「わかん」=「和姦」と判断されて伏字処理され「***ない」などと表示されるケースや、「フェラーリ」や「ハンバーガー」[8]と言った単語も伏字の対象であった。β2テスト以降は若干緩和されたがそれでも他社オンラインゲームや放送コードなどと比較してもかなり厳しい規制基準が設定されプレイヤーの意図しない、また他のオンラインゲームでは有り得なかった程の伏字の発生が起き会話に支障をきたしていた。
- これらのゲーム内容と裏腹に他社MMORPG並みの月額プレイ料金設定（30日間1200円）やゲーム中のスクリーンショットの個人ウェブサイト上での使用規定及びその前提となるコナミ公認ファンサイトへの認定基準の厳しさなど、運営姿勢の強気さや要望の取り入れや実装を無期延期するどころかプレイヤー管理体制の強引さばかりが目につき、まさに殿様商売的な運営体制からプレイヤーに敬遠される結果となった。
  - クライアントソフトウェアそのものは無償ダウンロードで提供されていたものの他社のダウンロード型オンラインゲームのような無料体験期間付きアカウントなどは用意されておらず、ちょっとだけ体験プレイをしてみたい場合でも初回分の月額プレイ料金を丸々支払わなければならなかった。このことが新規参加のハードルをさらに高くしたのではないかと見る向きもあった。
    - これに対してコナミは2006年12月に10日間の無料体験期間を設けたが、この制度を利用して新規登録したプレイヤーを既存サーバではなく新規サーバに隔離するという施策に波紋が広がったためキャンペーン終了後に既存サーバへの統合を行うことで問題を回避することになった。
    - ただし、ゲーム自体のサービス終了アナウンスがそれから僅か3ヶ月後である事を考えれば、この無料体験期間の設定そのものも完全に遅きに失した感が否めなかった。

  - また月額プレイ料金に関しても現状の30日間1200円という額についてプレイヤー間では不満が根強く、値下げや支払方法の多様化（金融機関引き落としや、『ウルティマオンライン』『ラグナロクオンライン』などに見られる利用権の店頭販売など）を求める意見が続出するなどプレイヤー間に蔓延した割高感の払拭ができなかった。また昨今増加中のアイテム課金制度の導入を望む意見も出ていたが、その一方でアイテム課金制度導入タイトルに多い基本料金の無料化には慎重な意見もあった。
- スクリーンショット使用に関してはプレイヤー自身のブログなどである程度自由な使用が出来たように他社MMORPG並みの規制緩和を求める声が上がっていたが、これもサービスが終了されるまで一切行われずプレイヤーに敬遠される一因になった。またプレイヤーによる自身のブログなどへの掲載も禁止し、違反者への処罰・罰則をちらつかせ続けた事がプレイヤーたちを萎縮させゲームの口コミ的な宣伝効果さえ完全に殺す事になった。
  - 「公認ファンサイトのススメ」（上記外部リンク参照）でも、ページを開くと「ダメ!!ダメ!!」「ごめんなさい」という表現や制限・処罰・罰則といった強烈な言葉が頻出した。また同様に公式トップページから「公認ファンサイト」紹介を選択しても真っ先に目に飛び込んでくるのは「めっ!」という、規約違反を侵しそうなプレイヤーに警告を発するイラストであった。また非公認のホームページにも巡回を行い、規約違反と見なせるものにたいして実際に警告を行った。これらのようにファンサイト運営希望者のみならず全てのプレイヤーに対し、まず規制と処罰ありきで対応する様にしか見えない高圧的な姿勢にプレイヤーの多くは萎縮し幻滅を抱き一方では大きな批判が集まり、実際非公式の仲間内のコミュニティのホームページなどもほとんどが活発とはおよそ言い難い状況に終始した。また公認ファンサイトでもサービス終了後、スクリーンショットの掲載を2008年以降は一切禁止するという方針にも批判が集まった[9]。
- アカウントのシステムそのものについても下記の様な不満が上がっていたが、抜本的な対策が施される事は最後まで無かった。
  - クラスの配属はシステム側で自動的に決定されるため、友達と同じクラスになりたい時などは何度もキャラクターの作成・削除を繰り返してお目当てのクラスを引き当てるのを待つしかなかった。そのため、クラスの任意選択制や既に配属済みのプレイヤーからの招待制の導入を求める声が上がっていた。
  - 1つのアカウントで1サーバにのみ所属するシステムのため、他サーバに所属するプレイヤーとは複数のアカウントを用意しない限り交流することが出来なかった。そのことから、キャラクター作成スロットごとに学校を選択出来たりあるいは1アカウントで全てのサーバにそれぞれキャラクターを持てるようにとの要望があったがこれも実現しなかった。
    - 一方で利用者そのものが伸び悩んでおり、各サーバに大量の空席が残る状況であった。正式サービス開始と同時に当時の既存5サーバに加えて2サーバが増設されたが1アカウントで1つの学校サーバしか選択できないため、おのずと新規サーバの利用者は正式サービスから参入したプレイヤーに限られまたβ2テストからのデータ引継ぎで既存サーバに残ったプレイヤーにはよほどの理由がない限り全キャラクターを削除しての転校（サーバ移住）という選択肢は存在し得なかった。「転校システム」の実装目標こそアナウンスされたが、サービス終了までに実装される事は無かった。
    - これに対しコナミは2006年11月に当時の7サーバを2サーバに統合し、活動中のユーザーを集結させた。しかし既存コミュニティの統合・引継など課題が山積していた上、統合後もユーザー減少の状況を改善させる事ができなかった。
- ドラマイベントはNPCとプレイすることも出来たが現行の仕様ではNPCは単純に正解ルートを選ぶ場合が多く、またキーワードさえ取ってしまえばそのドラマイベントを再度プレイする必要性が無くなってしまうため他のプレイヤーとプレイする意味やストーリー分岐などを試行錯誤する意味がなくなった。
- オンラインゲームとしての『ときめきメモリアルONLINE』本体が本記事で取り上げたように多くの問題点や今後の課題を抱えていた一方で、キャラクターグッズなどの関連商品の製作・販売やインターネットラジオ・テレビアニメなどへの進出を始めとするメディアミックス展開（詳細は後述）は非常に積極的かつ活発であった。こうした動きは今までの『ときめきメモリアル』シリーズでもひとつの特徴ではあったが、一方で「メインのはずのオンラインゲーム運営よりも、関連商品の購買意欲を煽ることが優先されている」という批判の声も上がりプレイヤーたちをシラけさせる一因になった。

### プレイヤー（ユーザー）
- ゲームシステム上「学園生活=プレイヤー同士の交流」と想定されていたこと、またクラス（学級）に強制的に所属するシステムのため、たとえ他人の行動や発言が原因であったとしても良好な人間関係が構築できない場合、ゲーム内で孤立しプレイの幅が大きく狭まってしまうことがあった。
  - ゲーム中においてプレイヤーに共通の目的・目標といったものが与えられていないこと、また複数のプレイヤーで力を合わせて取り組むことの出来たゲーム内要素も少なかったこともあり「このゲームを楽しむ=チャット（会話）を楽しむ」という面が強い中でどうしてもゲーム外の日常の出来事などが会話の中心になりがちである。そのため、年齢差や価値観の違いなどにより会話に参加しにくいケースも発生していた。
- 一方で、新規プレイヤーや学校やクラスを異動したプレイヤーが古くからのプレイヤーの輪の中に入れず孤立してしまうケースが発生した。また古参プレイヤーであっても一度プレイヤーの輪の中から外されてしまうと孤立して行き場を失ってしまい結果としてプレイ意欲を喪失してしまう、逆にプレイヤーの輪の中で主導権を握った者が自身の気に入らないプレーヤーを輪の中から外してゲームからの引退に追い込もうとする、などの問題もあった。
  - β2テスト参加者のキャラクターデータが正式サービスに一部引継がれたことに伴い各プレイヤーの所属クラス・学校などもそのままスライドしたため、すなわちβ2テストで既に構築された人間関係をも引き継いだことになった。それによりβ2テストからの継続を含む古参プレイヤーがその輪の中で固まり事実上の派閥化を遂げグループ内の内輪ネタなどに終始したままでいることが多く、新たにクラスに配属されたプレイヤーを受け入れることが出来ないケースが発生していた。
  - 2006年11月8日に行われたサーバ統合でも新しいクラスの中で旧所属サーバ・クラスなどによる派閥が作られる傾向があり、相互融和についてもおよそ順調とは言い難いケースが少なくなかった。
- ゲーム内部での交流に飽き足らず外部のソーシャル・ネットワーキング・サービス（SNS）やオフラインミーティング（オフ会）などでのよりリアルな交流を積極的に求める傾向があり、そこから派生した話題や人間関係がゲーム内でのそれよりも重視される傾向があった。一方で新規プレイヤーに対する、SNSやオフ会などへの過剰な勧誘行為も問題となっていた。
  - サーバ統合に伴い、これらSNS内に設置されたコミュニティやクラスごとのコミュニティサイトなどにも再編の波が押し寄せたが一部で旧所属ごとの主導権争いか、一本化調整そのものができぬままに同一クラスのコミュニティを乱立させ混乱に陥るケースが発生し、新規プレイヤーにとってはさらにとっつきにくい状況になった。
  - また本作のゲームプログラムの裏側でメッセージツールやボイスチャットツールを起動し、それらを用いて他プレイヤーの陰口を言い合う行為や本作を集合場所代わりにした上で連れ立って他社のオンラインゲームへ出かけて行く行為も蔓延した。ゲーム内容自体の問題とは言い切れないが、まさに「新しい血」が入ってこなくなった不人気ゲームでの典型的な末期症状が顕れていたと言えた。
  - さらにいわゆる出会い系と勘違いしていたか、特に異性プレイヤーの実生活にまで踏み込んであれこれと詮索したり本気で交際を要求したりするプレイヤーもごく少数ながら見受けられたが『ときめきメモリアル』という恋愛シミュレーションゲーム由来のブランド名から、このようなイメージを持ち参加してくるプレイヤーや、逆に参加に二の足を踏むプレイヤーもいた。
  - この背景にはコナミ自身が大手SNSに対し、本作のβ2テスター募集広告を出稿したという経緯もあった。その一方で、本作のゲーム内のコミュニケーション機能が貧弱なまま改善されず、外部コミュニティを併用しないと広範囲の情報伝達がままならないといった事情もあった。
- ドラマイベントにおいてパーティープレイの意味が希薄で正式サービスから実装されたウィンドウモードの影響もあって、ゲーム本体をウィンドウモードにし別ウィンドウで攻略サイトの正解記事を見ながらドラマイベントを作業的に進行させる流れが発生しストーリーの分岐やその後の展開を楽しむという本来のコンセプトは失われた。
  - プレイヤー人口の減少に伴い一緒にドラマイベントを楽しむ相手を探すことが難しく、一方でβ2引継ぎ組を含むキーワード取得済みのプレイヤーが後続プレイヤーに対し非協力的なことが多かったことは、とりわけ後発プレイヤーにとっては大きな障害かつ不満を抱かせ、プレイ継続の意欲を削ぐ要因となった。

### 公認ファンサイト制度とスクリーンショットの使用規定

#### 他社に類を見ない厳格な制度
多くのオンラインゲームでは運営会社の提示する使用規定を遵守することで個人運営のファンサイトにゲーム中のスクリーンショット（以下「SS」）を掲載することが出来たシステムが整備されているが、『ときめきメモリアルONLINE』では他社作品と比較しても非常に厳しい制約が課せられていた。
特にβ1・β2テスト期間中においては参加規約に機密保持条項が盛り込まれていたことに関連してSSもそれに抵触するとしてプレイヤーによるウェブ上掲載及び配布が全面的に禁止されており、プレイヤーらの不満を募らせる一因となっていた。また実際にβテスト期間中に他社のオンラインゲームでは全く問題無い掲載方法であったにも関わらず、コナミからアカウントの剥奪を視野に入れた警告を受けたファンサイト運営者も現れた。
こうしたファンからの不満に対し、β2テスト開幕直前の2006年1月に正式サービス開始以降のSSの使用ガイドラインを定めた「ファンサイト著作物利用規定」が制定された。しかし同時に制定された「ファンサイト応募規約」に則ってコナミに対し公認申請を提出し、審査を受け「公認ファンサイト」として承認されて初めてSSの使用権が与えられるという条項がそこには盛り込まれていた。事実上、コナミの"検閲"を受けなければファンサイトを運営することは出来ないということになり既にファンサイト運営に乗り出していた、あるいは乗り出そうとしていたプレイヤーらの不満を強めた。
審査基準としていくつかのガイドラインが提示されているが例えば同じコナミの作品であっても、あるいは同じ『ときめきメモリアル』シリーズであったとしても本作以外のゲームの話題を同時に扱うことは一切出来なかった。またアップローダーなど、不特定のユーザーがデータや文章をアップロードできる環境を設置することもガイドライン違反とされた。また公式サイトのトップページ以外へのリンクもガイドライン違反とされ、情報サイトのニュース記事などにおいても当該記事に直接リンクすることは出来なかった。更に攻略情報などのゲーム中のデータ記事も、公認申請が受理されるまでは掲載出来ないとしていた。
当初ファンサイト運営者はこぞって公認申請を提出したが以上の理由により当時運営されていた大規模な情報サイト・攻略サイトなどはほとんどが不合格となり、正式サービス開始と同時に公認を受けることができたのは主に個人のブログなどを中心とした20サイトにとどまった。公認が下りなかったサイトは全面的に改修を行い公認基準を満たして再申請を行うか、あるいは非公認のままでの運営を行う代わりにSSの使用を断念するかの選択を迫られることになる。このため公認基準や上記のゲーム内容自体への不満からサイトを閉鎖し、ゲームそのものからも手を引いたところも現れた。更に、非公認で運営を続けていたとある大規模攻略情報サイトがコナミより閉鎖命令を受けるという事件も発生した。
その一方で、公認を受けることができたファンサイトに関しても運営を続ける限りは半永久的にその厳しい規定に服従しなければならなくなった。例えばコナミは公認サイトのリンク先に規定違反があった場合にも公認を取り消す可能性があるという見解を明らかにしており、事実上公認ファンサイトと非公認ファンサイトの表立った相互交流は認められないとしていた。
また公認ファンサイト規定ではパスワードロックをかけたメンバー専用ページの設置を禁止しており、例えばクラス・グループ内での部外秘の打ち合わせをしたい場合でもクローズドな掲示板やチャットルームを使用出来ないため結果的に外部の会員制SNSなどへのコミュニティの流出を促進してしまっているのではないかという見方もあった。そのため運営者でありコミュニティゲームを自ら謳った筈のコナミ自身が、ユーザーコミュニティの幅を狭めているのではないかとの声が根強かった。
公認ファンサイトは順次追加の認定が行われ2007年6月21日時点で合計145サイトとなったが、本作のゲームそのものの閉塞感を反映するように更新や活動が停滞しているサイトや放棄されたサイトも多かった。
また2007年8月1日以後のサービス終了後のSSの扱いについては2007年12月31日16時以降使用不可とするとの通知が各公認ファンサイトの管理者に届けられ、最後まで厳しい規制が緩和される事は無かった。

#### 準公式ユーザーコミュニティ
本作品の関連ネットラジオ（後述）の放送開始と同時に、コナミのグループ企業・インターネットレボリューションが運営するソーシャル・ネットワーキング・サービスサイト・i-revoに『ときめきメモリアルONLINE』の専用ユーザーコミュニティが設立された。関連会社による運営ということから準公式コミュニティとしての位置付けがなされ、ファンサイトでは利用制限の厳しいSSの使用もここでは黙認されていた。
しかし本作品の開発・運営スタッフからはプロデューサーである斎藤幹雄（メタルユーキ）が参加しているのみであったこと、本作品の公式サイトからはリンクされておらず一旦i-revo内のネットラジオのページへ進んだ後にそこからのリンクで行くことしか出来なかったことから来る告知不足、さらに本作品のプレイヤーがゲーム内コミュニケーションを補完するための手段としてソーシャル・ネットワーキング・サービス業界最大手のmixiを選択する傾向が非常に強くi-revo内準公式ユーザーコミュニティの利用者は伸び悩んでいた。
本作と同じコナミ作品かつ『ときめきメモリアル』シリーズである『Girl's Side』シリーズではi-revo上に同様に設立されたコミュニティにプロデューサーを始めとするコナミのスタッフの参加もあり、また公式サイトのトップからもリンクされ純然たる公式コミュニティとして機能しており結果『ときめきメモリアルONLINE』やナンバリングタイトルとの扱いの差が顕在化していた。

## 年表

### 2005年
- 2月24日：制作発表、同時に公式サイトオープン[16]
- 8月12日〜22日：β1テスター募集（定員5,000名）
- 9月26日〜10月5日：β1テスト開催
- 10月7日〜24日：β2テスター募集（定員50,000名）
- 11月18日：11月開催予定だったβ2テストの2006年2月1日〜20日への、また12月予定だった正式サービス開始の同年3月17日への延期が発表される
- 11月19日：ときメモカフェ「エコル」開店
- 12月31日：ときめきメモリアルスーパーライブファイナルにて、トークライブおよびときメモカフェ「エコル」との連動企画を実施

### 2006年
- 1月6日〜1月18日：β2テスター追加募集（定員5,000名）
- 2月1日、2日、9日〜27日：β2テスト開催
  - 当初は2月1日〜20日の予定だったが、障害発生により一時中断。後に開催期間が延長された。
- 3月23日：正式サービス開始（午後2時）
  - β2テストの期間延長に伴い、当初の予定日だった3月17日から先送りされた。
  - 同日開催された「東京国際アニメフェア2006」にて、本作の世界観を元にしたテレビアニメシリーズ『ときめきメモリアル（仮題）』（後に正式タイトル名が『ときめきメモリアル Only Love』と決定された）を2006年度内に放送開始すると発表された。メインキャラクターのボイスキャストを牧島有希、中尾良平が務めることも併せて発表された。
- 3月31日：開発・運営をコナミデジタルエンタテインメントに移管
  - コナミグループの持株会社制移行に伴う会社分割と事業譲渡のため。
- 4月17日：プレイチケット（継続利用権）発売開始
- 4月18日：インターネットラジオ『ときめきメモリアルONLINE♪放送部』放送開始
- 5月17日・6月14日・7月5日：装備アイテム追加を盛り込んだアップデートを実施
- 6月22日：2006年9月までの実装予定（ロードマップ）発表
- 6月24日、25日：8ヶ月ぶりの公式イベント「川柳コンテスト」実施
- 7月21日〜24日：1学期末試験実施
- 7月26日〜28日：公式イベント「RIKA姫の恋愛相談室」実施
- 8月2日〜9日：ゲーム内新アイテム案の一般公募実施
- 9月13日〜15日：『ときめきメモリアル Only Love』出演声優を迎えてのゲーム内トークショー実施。テレビアニメの主人公である青葉陸役のボイスキャストが宮野真守に決定したことをこの日発表した。
- 10月3日：『ときめきメモリアル Only Love』テレビ東京で放送開始（東京地区）
- 11月8日：サーバ統合実施、旧7サーバを新2サーバへ再編
- 11月10日：ときメモカフェ「エコル」、公式ホームページ上でフルリニューアルを発表
- 11月17日〜20日：2学期中間試験実施
- 11月19日：ときメモカフェ「エコル」事実上閉店
- 12月7日〜12日：体育祭実施
- 12月15日〜25日：新規ユーザー・既存ユーザー向け無料体験キャンペーン実施
- 12月24日：『ときめきメモリアル Only Love』出演声優を迎えてのゲーム内トークショー実施

### 2007年
- 1月5日：さつきの高校（体験入学専用サーバ）からはるかぜ高校への第1次編入
- 1月9日：『ときめきメモリアル Only Love』との連動キャンペーンを実施
- 1月11日：さつきの高校（体験入学専用サーバ）からはるかぜ高校への最終編入（さつきの高校閉鎖）
- 1月12日〜v：冬季実力試験（2学期末試験代替）実施
- 2月14日：バレンタインイベント開催、カップルシステム実装
- 2月28日〜3月7日：ひな祭り緊急企画開催
- 3月7日：同年7月31日限りでのサービス終了を発表
- 3月16日〜19日：学年末試験実施
- 3月20日：ときめきメモリアルONLINEインターネットラジオ最終回配信
- 3月27日：『ときめきメモリアル Only Love』放送終了（テレビ東京）
- 3月28日：これまでの未実装要素の大部分に関して開発中止を表明
- 3月31日：『ときめきメモリアル Only Love』出演声優を迎えてのゲーム内トークショー実施（サービス開始1周年記念）
- 5月2日〜10日：ゴールデンウィーク企画「ときめき漫画道場」開催
- 5月25日〜28日：1学期中間試験実施
- 6月6日〜20日：大富豪大会開催
- 6月13日：メール機能実装
- 6月13日〜7月1日：卒業記念制作
- 6月20日：最後のアイテム追加が行われる
- 6月21日：公認ファンサイト制度の12月31日での終了を発表
- 6月27日：公認ファンサイト応募受付終了、レジストレーションコード販売終了、及び無料サービス期間開始
- 7月11日〜18日：全校生徒参加イベント「ときONポーカー クラス対抗戦」開催
- 7月20日〜24日：1学期末試験実施（最後の定期試験）
- 7月22日：不正クライアント使用によるサーバダウン事件発生。それにより、試験が1日延期される（当初は23日まで）
- 7月24日：ときメモカフェ「エコル」の後続店、赤坂ライブシアターエコル、公式ホームページ上で7月31日付けの営業を最後に閉店することを発表（エコルの完全閉店発表）
- 7月26日：22日のサーバダウン事件での不正クライアント使用者への処分が下される
- 7月31日：卒業記念クイズ大会、卒業式、カウントダウンの後にサービス終了
- 8月1日〜31日：ゲームはプレイできないが、ログインすることで卒業記念制作（エンドロール）とおまけモード（恋愛候補生を攻略した場合のみ）の閲覧が可能。また、公式サイトから卒業証書を画像ファイルで受け取ることができた。
- 8月1日：ときメモカフェ「エコル」の後続店・赤坂ライブシアターエコル、午前5時（7月31日29時）をもって閉店（エコルの完全閉店）
- 8月2日：午後1時、7月31日に実施された卒業式イベントで開催されたクイズで回答したプレイヤー全員のKONAMI IDに対して「武装神姫」のオンラインサービス「神姫NET」用の通貨「神姫ポイント」を300spt配布
- 9月1日〜：サーバ接続不可となり以後ときめきメモリアルONLINEのゲームは使用不可となった
- 12月31日：午後4時をもって公認ファンサイト制度が終了した

### 2008年
- 6月30日：午後4時、「サービス終了に伴う公式サイト閉鎖のお知らせ」が掲示され公式サイトが閉鎖となった
- 12月1日：公式サイト完全閉鎖。404 Not Foundの状態になった

## 商品情報

### ソフトウェアの供給形態
現在はサービス終了に伴い、全て販売停止。
- ダウンロード版
  - 公式サイトで提供されていた（無料）。但し、プレイには公式サイトで販売されていた単品のレジストレーションコード（1300円・30日間の利用権込み）が必要だった。
- 通常パッケージ版
  - ソースネクストから発売。30日間の利用権がもれなく付いてきた（1980円）ほか、さらに60日間を上乗せし、合計90日間の利用権の付与されたパッケージ（3970円）も合わせて発売されていた。
- 書籍付録
  - コナミから正式サービス開始と同時に発売された、公式ガイドブック「はじめてのときめきメモリアルONLINE」に同梱されていた（2625円）。30日間の利用権付き。
- 特別版
  - サウンドトラックCDやドラマCDなどの多彩な付録を同梱した限定パッケージ。コナミのオンラインショップ・konamistyle（コナミスタイル）の専売商品（7980円）。30日間の利用権付き。

### 利用料金
各種パッケージに付与された利用権が切れたあとのプレイ料金は、30日間1200円となっていた。支払方法はクレジットカードまたはウェブマネーが用意されていた。60日・90日前払いプラン（各2350円・3500円）も用意される予定だったが、それらは発売中止となった。なおこれらのパッケージ付属の利用権は新規アカウント作成時のみ有効であり、既に作成されているアカウントに対して適用する事は出来なかった。
アカウントの更新を行わなかった場合、有効期限終了後90日間はプレイヤーデータが保存されることになっておりその間に更新を行えば、従来のプレイヤーデータを引き続き使用できた。

## メディアミックス

### スペシャルゲストキャラクター
本作では多数の芸能人や過去の『ときめきメモリアル』シリーズ出演者が生徒の一員としてゲームに参加することを売り文句にしており、特にタレント・俳優・文化人などには専用のキャラクターが与えられることになっていた。

#### タレント・俳優・文化人など
- 太田梨花（占い師）
- 佐藤祐基（俳優）
- 中村友也（俳優）
- 西田奈津美（グラビアアイドル）
- 藤田志穂（実業家・アーティスト）
- 三井麻央（ファッションモデル）
- ALISA（歌手・2006年8月より本作イメージキャラクターに就任）

#### 過去のときめきメモリアルシリーズ出演者
- 神田朱未（ときめきメモリアル3・牧原優紀子役）
- 金月真美（ときめきメモリアル・藤崎詩織役）
- 野田順子（ときめきメモリアル2・陽ノ下光役）

### ときメモ・カフェ「エコル」
2005年11月19日に東京・原宿にオープンした、本作のプロモーションを目的にしたコスプレ喫茶であり複合カフェである。コナミの公認により、オーバーロード株式会社によって2006年11月19日までの1年間運営されていた。翌月に原宿から赤坂に移転し、ライブハウス兼酒場（ライブハウスバー）「Akasaka Live Theater ECOLE」（赤坂ライブシアターエコル）となったが本作のサービス終了と同じ2007年7月31日付けの営業を最後に閉店した。

### 公式ライセンスパソコン
東京・秋葉原のパソコンショップ・クレバリーから、『ときめきメモリアルONLINE』公式ライセンスパソコン「ときメモ☆PC」が登場した。
キューブ型の外装ケースの正面・上面と両側面に、本作に登場するキャラクターやイメージイラストがプリントされていた（プリントなしも選択可能）。また本作のクライアントソフトウェアがプリインストールされていたのは勿論のこと、特製のデスクトップ用壁紙や警告音サウンドファイルなども収録されていた。これらを組み込んだ完成品の他、ベアボーンキット形態の商品もリリースされており好きなパーツを組み込んでオリジナルマシンを構築することも出来た。
また、パソコンショップ・ドスパラを運営するサードウェーブからは『ときめきメモリアルONLINE』推奨ノートパソコンが登場した。こちらにはクライアントソフトウェアはプリインストールされていなかったが、本作を快適にプレイできる性能を売り文句にしていた。
本作のサービス終了決定とともに、両機種とも販売を終了した。

### テレビアニメ『ときめきメモリアル Only Love』
本作の世界観をベースに、独自のストーリーを構築したテレビアニメ。ゲーム参加者のアバターをアニメに登場させるというコラボ企画も実施された。2006年12月25日放送分では視聴率8位タイの記録を残すなど好評だったが、視聴者のゲーム本編への参加意欲には繋がらなかったようである。

### インターネットラジオ「ときめきメモリアルONLINE♪放送部」
2006年4月18日より、ポータルサイトi-revoで放送を開始した『ときめきメモリアルONLINE』のインターネットラジオ。DJは本作の恋愛候補生・桜井晴を演じる中尾良平と、天宮小百合を演じる牧島有希。聴取者からの投稿を元に『ときめきメモリアルONLINE』にまつわるトークを展開した。
第25回にて廃部（最終回）となり2007年6月現在、初回からのバックナンバーが公開されている。

### コミック
携帯電話用のモバイルコンテンツ「週刊コナミ」で公式コミックが掲載されていた。内訳は連載1本、読み切り2本である。
2008年2月現在、バックナンバーを読む事ができる。
- ときめきメモリアルONLINE　-ときめき学園☆大パニック-（連載）
- ときめきメモリアルONLINE　※よい子は真似しないでね（読み切り）
- ときめきメモリアルONLINE　フレンドリー・レポート（読み切り）

## 関連書籍
- ときめきメモリアルONLINE入学案内：ISBN 4-86155-068-8
- はじめてのときめきメモリアルONLINE：ISBN 4-86155-069-6